# Ba gạc Phú Hộ
Ba gạc Phú Hộ hay ba gạc thổ, ba gạc châu Phi, bầu giác (danh pháp: Rauvolfia vomitoria) là một loài thực vật có hoa trong họ La bố ma. Loài này được Afzel. mô tả khoa học đầu tiên năm 1817.